# Шостак Віталій Вікторович
Віта́лій Ві́кторович Шостак (6 листопада 1997, с. Масківці, Баришівський район, Київська область, Україна — 19 листопада 2016, Дніпро, Україна) — солдат Збройних сил України, учасник війни на сході України.

## Життєпис
У часі війни — механік-водій (72-га окрема механізована бригада).
30 жовтня 2016 дістав важке кульове поранення під час обстрілу в промзоні міста Авдіївка (Донецька область). Був оперований у шпиталі Авдіївської лікарні, після стабілізації військовим вертольотом евакуйований у Дніпро, де переніс ще кілька складних операцій.
Похований у с. Масківці, Баришівський район, Київська область.
По смерті залишилися батьки, брат і дві сестри.

## Нагороди
Указом Президента України № 23/2017 від 3 лютого 2017 року «за особисту мужність, виявлену у захисті державного суверенітету та територіальної цілісності України, самовіддане виконання військового обов'язку» нагороджений орденом «За мужність» III ступеня (посмертно).